# Häfeli DH-5
Le Häfeli DH-5 est un avion de reconnaissance suisse.

## Historique
En automne 1918 l'ingénieur A. Häfeli étudie pour les Ateliers fédéraux de construction (A+C) de Thoune un avion correspondant à un cahier des charges du Département militaire fédéral. L'avion est propulsé par le moteur LFW I construit par la Fabrique de locomotives et de machines de Winterthour. Le premier vol a lieu en mars 1919 et l'avion est essayé par les troupes d'aviation à partir du mois de mai 1920. Les essais étant positifs, une commande de 39 appareils est passée. Le prototype est soumis après les essais à un test statique jusqu'à rupture.
Le moteur sera remplacé pour les commandes suivantes par un LFW II puis par un LFW III plus performants.
Tous ces avions seront réformés en 1940

## Versions

### DH-5 MV
39 appareils sont construits avec un moteur LFW I et 20 autres, commandés plus tard, avec un LFW II.

### DH-5 MV-1
Cette version est une amélioration des appareils déjà en service qui reçoivent des ailes munies de fentes de bord d'attaque Handley Page pour améliorer la sécurité en vol d'avions dangereux quand ils partaient en vrille et dont les sièges sont modifiés pour permettre l'emport de parachutes.
41 appareils ont été modifiés en deux lots : 23 avions de la première commande avec moteur LFW I et 18 de la deuxième commande motorisés un LFW II dont les 20 cv supplémentaires n'influaient que peu sur les performances (+5 km/h en vitesse max., +0.2 m/s en vitesse ascensionnelle et +500 m en plafond pratique).

### DH-5 X
Un seul appareil a été construit. Il possède un moteur Hispano-Suiza HS-42 8 Fb. Avec 300 cv les performances augmentent nettement tout en conservant des qualités de vol quasiment identiques (+ 35 km/h en vitesse max. +2.4 m/s en vitesse ascensionnelle et +1500 m en plafond pratique). D'autres exemplaires de ce moteur n'étant pas disponible cet avion reste unique. Il est détruit le 31 janvier 1933 sur le Weissfluhjoch lors d'une collision avec une ligne téléphonique, le pilote est tué.

### DH-5 A
20 appareils ont été construits. Ils volent dans l'armée suisse de 1929 à 1940. Ils reçoivent les becs de bords d'attaque et un moteur LFW III qui, malgré ses 40 cv de plus que le LFW I n'accroit la vitesse max. que de 10 km/h et le plafond que de 600 m, la vitesse ascensionnelle est même en retrait de 0.2 m/s par rapport aux premiers avions,.